# 파빌로스타시

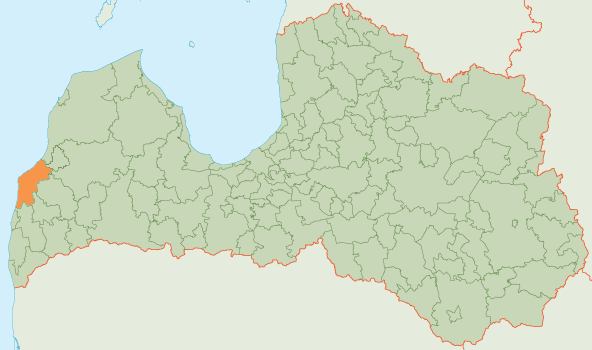
파빌로스타 시의 위치

파빌로스타시(라트비아어: Pāvilostas novads)는 라트비아의 지방 자치체로 행정 중심지는 파빌로스타이며 면적은 515.2km2, 인구는 3,233명(2010년 기준), 인구 밀도는 6.3명/km2이다. 1개 도시, 2개 교구를 관할한다.